# Simone Stortoni
Simone Stortoni (* 7. Juli 1985 in Chiaravalle) ist ein ehemaliger italienischer Radrennfahrer.
Simone Stortoni wurde 2005 Dritter beim Gran Premio Città di Felino. Im nächsten Jahr gewann er das Eintagesrennen Cronoscalata Gardone V.T. - Prati di Caregno. Außerdem wurde er jeweils Dritter bei der Trofeo Caduti di Soprazocco und beim Memorial Danilo Furlan. In der Saison 2007 konnte er den Giro del Belvedare für sich entscheiden.
Sechs Mal startete Stortoni bei großen Landesrundfahrten. Seine beste Platzierung war der 50. Rang beim Giro d’Italia 2015. Im selben Jahr beendete er seine Radsportlaufbahn.

## Erfolge
2006
- Cronoscalata Gardone V.T. - Prati di Caregno

2007
- Giro del Belvedere

2008
- Grand Premio Industrie del Marmo

### Grand-Tour-Platzierungen
| Grand Tour            | 2010 | 2011 | 2012 | 2013 | 2014 | 2015 |
| --------------------- | ---- | ---- | ---- | ---- | ---- | ---- |
| Giro d’ItaliaGiro     | 73   | 79   | –    | 55   | –    | 50   |
| Tour de FranceTour    | –    | –    | 69   | –    | –    | –    |
| Vuelta a EspañaVuelta | –    | –    | –    | DNF  | –    | –    |

## Teams
- 2009 CSF Group-Navigare
- 2010 Colnago-CSF Inox
- 2011 Colnago-CSF Inox
- 2012 Lampre-ISD
- 2013 Lampre-Merida
- 2014 Amore & Vita-Selle SMP (ab 15. Mai)
- 2015 Androni Giocattoli-Sidermec